# جوزيف أليسون
جوزيف أليسون هو سياسي كندي، ولد في عقد 1750، وتوفي في 1806. انتخب عضو مجلس نواب نوفا سكوشا.